# Даимао Ваз д Алмеида
Даимао Ваз д Алмеида (Damião Vaz d'Almeida) (Принципе, 28. априла 1951) је бивши премијер Републике Сао Томе и Принципе и потпредседник Покрета за ослобођење-Социјалдемократске партије (MLSTP-PSD), најбројније партије у парламенту. Премијер је постао 18. септембра 2004. Пре него што је постао премијер обављао је функције министра рада у влади Габријела Аркања да Косте.
Он је са острва Принципе и на том острву је обављао бројне високе дужности.